# Les Vitamines du bonheur
Les Vitamines du bonheur (titre original: Cathedral) est un recueil de nouvelles écrit par Raymond Carver.
Le livre a été publié pour la première fois en 1983 par Knopf.

## Liste des nouvelles
- Plumes ((en) Feathers, 1982)
- La Maison de Chef ((en) Chef's House, 1981)
- Conservation ((en) Preservation, 1983)
- Le Compartiment ((en) The Compartment, 1983)
- Une petite douceur ((en) A Small, Good Thing, 1981)
- Les Vitamines du bonheur ((en) Vitamins, 1981)
- Attention ((en) Careful, 1983)
- Là d'où je t'appelle ((en) Where I'm Calling From, 1982)
- Le Train ((en) The Train, 1983)
- Fièvre ((en) Fever, 1983)
- La Bride ((en) The Bridle, 1982)
- Cathédrale ((en) Cathedral, 1981)